# Феланич
Феланич (на испански: Felanich; на каталонски: Felanitx) е град и община на остров Майорка, провинция Балеарски острови, Испания. Населението на Феланич е 17 333 души (по данни от 1 януари 2017 г.).
Разположен е в югоизточната част на остров Майорка, на 12 km северозападно от брега на Средиземно море и на 44 km източно от Палма де Майорка. Селището съществува от XIII век и е известно с производството на вино и бренди.